# Ковалівка (зупинний пункт)
Ковалі́вка — пасажирський залізничний зупинний пункт Сумської дирекції Південної залізниці на електрифікованій лінії Люботин-Західний — Полтава-Південна між станціями Свинківка (1 км) та Божків (8 км). Розташований поблизу села Залізничне Полтавського району Полтавської області. 

## Пасажирське сполучення
На платформі Ковалівка зупиняються приміські електропоїзди напрямку Ромодан / Полтава-Південна — Огульці.